# Take 6
 (août 2014).
Si vous disposez d'ouvrages ou d'articles de référence ou si vous connaissez des sites web de qualité traitant du thème abordé ici, merci de compléter l'article en donnant les références utiles à sa vérifiabilité et en les liant à la section « Notes et références ».
Take 6 est un sextet américain originaire de Huntsville en Alabama et formé en 1985.
Spécialisé dans le chant a cappella, il maîtrise aussi bien le gospel et le jazz que le Rhythm and blues et la soul.
Les Take 6 ont collaboré avec des artistes comme Stevie Wonder, Ray Charles, Gordon Goodwin, Don Henley, Whitney Houston, Al Jarreau, Quincy Jones, k.d. lang, Queen Latifah, Brian McKnight, Luis Miguel, Marcus Miller, Joe Sample, Jacob Collier, Ben Tankard et CeCe Winans.

## Membres
- Alvin Chea (basse, depuis 1985)
- Khristian Dentley (baryton, depuis 2011)
- Joey Kibble (ténor, depuis 1991)
- Mark Kibble (ténor, depuis 1980)
- Claude V. McKnight III (ténor, depuis 1980)
- David Thomas (ténor, depuis 1985)

Anciens membres
- Cedric Dent (baryton, de 1985 à 2011)
- Mervyn Warren (ténor, de 1980 à 1991)

## Singles
- 1988 : David & Goliath (Reprise)
- 1988 : Spread Love (Reprise)
- 1988 : A Quiet Place
- 1988 : Gold Mine (Take 6)
- 1988 : Milky-White Way (Reprise)
- 1990 : God Rest Ye Merry Gentlemen (Reprise)
- 1990 : Ridin' the Rails (K.d. Lang & Take 6)
- 1990 : I L-O-V-E U (Reprise)
- 1991 : I Believe
- 1991 : Where Do the Children Play
- 1994 : All I Need (Is a Chance)
- 1994 : Biggest Part of Me
- 1995 : You Can Never Ask Too Much
- 1997 : You Don't Have to Be Afraid
- 1999 : One and the Same (featuring CeCe Winans) (Reprise)
- 2002 : Takin' It to the Streets
- 2006 : Come On (Take 6)
- 2006 : More Than Ever (Take 6)
- 2006 : It's Alright With Me (avecGordon Goodwin's Big Phat Band)
- 2006 : Comes Love avec Gordon Goodwin's Big Phat Band)
- 2006 : It Was a Very Good Year avec Gordon Goodwin's Big Phat Band)
- 2011 : Never Enough (avec Gordon Goodwin's Big Phat Band) (That's How We Roll)
- 2012 : (It Only Takes) One